# 119
119 (CXIX) var ett normalår som började en lördag i den julianska kalendern.

## Händelser

### Okänt datum
- Kejsar Hadrianus stationerar legionen VI Victrix i Britannien, som hjälp i kuvandet av ett lokalt uppror.
- Sedan Alexander I har avlidit väljs Sixtus I till påve (detta år eller 115, 116 eller 117).
- Norra Indien regeras av den skytiske kungen Nahapana, som detta år anfaller kungariket Andhra och annekterar södra Rajputana.